# Rockvindar
Rockvindar var en svensk rockgrupp som startades 1977 av tvillingarna Rickard och Thorsten Flinck. 
Bandet skivdebuterade 1979 med en singel utgivet på eget bolag, "På lörda é de de fest hos Catrin" / "Barn av vår tid" (RVR 001), på vilken B-sidan var en cover på Nationalteaterns kända låt. År 1980 kom albumet Första gången (MNW 108P) och 1982 singeln "Lys upp mitt mörker" / "Ann-Louise" (Metronome J 27.207). 
Efter att under många år inriktat sig på en karriär som skådespelare och regissör återupptog Thorsten Flinck musiken 2002 och har därefter utgivit tre soloalbum.

## Medlemmar
- Anders Carsbring – gitarr
- Curt-Åke Stefan – klaviatur
- John Svensson – trummor
- Karl-Erik Leppänen – gitarr, sång
- Richard Magnevill – gitarr
- Rickard Flinck – basgitarr
- Staffan Eriksson – sång
- Thorsten Flinck – sång

På den första singeln var även Ulf Bromé (bas) och Peter Brandhildh (trummor) medlemmar, medan Curt-Åke Stefan saknades. På singeln från 1982 saknas medlemsförteckning.

## Första gången
Sida A
1. Stockholmsbarn (2:32)
2. Första gången (3:52)
3. Försent (3:11)
4. Vinternatt (3:52)
5. Rosa champagne (3:34)

Sida B
1. Tidens fascister (4:08)
2. Flum rock (4:39)
3. Eva (2:38)
4. Ett autentiskt fall (2:00)
5. 14 brajor och en panna java (4:30)